# Tanja Eisenschmid
Tanja Eisenschmid (* 20. April 1993 in Marktoberdorf) ist eine deutsche Eishockeyspielerin, die seit 2023 für den ESC Kempten in der Landesliga Bayern spielt. Ihre jüngeren Geschwister Nicola und Markus sind ebenfalls Eishockeyspieler.

## Karriere
Tanja Eisenschmid stand im Alter von drei Jahren das erste Mal auf Schlittschuhen, nahm an der Laufschule des ESV Kaufbeuren teil und wurde im Alter von sechs Jahren in die Kleinstschüler-Mannschaft des Vereins aufgenommen. Dort durchlief sie die männlichen Nachwuchsmannschaften und spielte zwischen 2006 und 2011 in der Schüler-Bundesliga für den Verein, dabei zwei Spielzeiten mit ihrem Bruder Markus zusammen. Parallel kam sie in der Saison 2010/11 für die Frauenmannschaft des Vereins in der Landesliga Bayern zum Einsatz. Anschließend wechselte sie zusammen mit Daria Gleißner zum ECDC Memmingen, für den sie in der Saison 2011/12 in der Fraueneishockey-Bundesliga aktiv war. 2012 legte sie ihr Abitur an der Fachoberschule Kaufbeuren ab und erhielt anschließend ein Sport-Stipendium der University of North Dakota. Bis 2016 spielte Eisenschmid für das Eishockeyteam der Universität, die Fighting Sioux, in der Western Collegiate Hockey Association.
Nach Abschluss ihres Studiums half Eisenschmid in einem Spiel beim ECDC Memmingen aus, verblieb aber in Nordamerika und spielt dort für die Minnesota Whitecaps, einem ligaunabhängigen Fraueneishockeyteam. Zur Saison 2018/19 nahmen die Whitecaps den Spielbetrieb in der National Women’s Hockey League auf und Eisenschmid gewann mit dem Team den Isobel Cup. Während eines Länderspiels im Februar 2019 verletzte sie sich, verpasste so einen Teil der Play-offs sowie die Weltmeisterschaft 2019. Im Sommer 2019 entschloss sie sich zu einer Rückkehr nach Deutschland und spielt seither (zusammen mit ihrer Schwester) beim ERC Ingolstadt.
2022 gewann sie zusammen mit ihrer Schwester Nicola die deutsche Meisterschaft, war Kapitänin des Teams und mit 44 Punkten in 27 Spielen die beste Verteidigerin der Frauen-Bundesliga. Zusammen mit Marie Delarbre und ihrer Schwester entschied sie sich anschließend, vom ERCI zu Djurgårdens IF in die schwedische SDHL zu wechseln.
In der Saison 2023/24 spielt sie im Frauen-Team des ESC Kempten in der Landesliga.

### International
Tanja Eisenschmid nahm im Juniorenbereich an den U18-Weltmeisterschaften 2009, 2010 und 2011 teil.
Bei der Frauen-Weltmeisterschaft 2011 der Division I debütierte sie für das Frauen-Nationalteam und schaffte mit diesem den Wiederaufstieg in die Top-Division. Bei der Frauen-Weltmeisterschaft 2012 belegte sie mit dem Nationalteam den siebenten, beim Turnier im folgenden Jahr den fünften Platz.

## Erfolge und Auszeichnungen
- 2016 Aufstieg in die Top-Division bei der Weltmeisterschaft 2016
- 2022 Deutscher Meister mit dem ERC Ingolstadt

## Karrierestatistik

### International
(Legende zur Spielerstatistik: Sp oder GP = absolvierte Spiele; T oder G = erzielte Tore; V oder A = erzielte Assists; Pkt oder Pts = erzielte Scorerpunkte; SM oder PIM = erhaltene Strafminuten; +/− = Plus/Minus-Bilanz; PP = erzielte Überzahltore; SH = erzielte Unterzahltore; GW = erzielte Siegtore; 1 Play-downs/Relegation; Kursiv: Statistik nicht vollständig)

## Privates
Tanja Eisenschmid hat drei Geschwister, die ebenfalls Eishockey oder Streethockey spielen. Ihre Schwester Nicola gehört ebenfalls dem Kader der Nationalmannschaft an. Ihr Bruder Markus Eisenschmid spielte ebenfalls bis 2013 für den ESVK.
Tanja Eisenschmid hat einen Abschluss in Kommunikationswissenschaften.